# Heleomyza fasciata
Heleomyza fasciata är en tvåvingeart som först beskrevs av Walker 1849.  Heleomyza fasciata ingår i släktet Heleomyza och familjen myllflugor. Inga underarter finns listade i Catalogue of Life.